# Thomas Huber (artiste)
Pour les articles homonymes, voir Thomas Huber.
 (février 2024).
- Si vous ne connaissez pas le sujet, laissez ce bandeau (vous pouvez alors contacter les auteurs).
- Si vous supprimez le contenu mis en cause (vous pouvez préalablement contacter les auteurs),

argumentez précisément cette suppression dans la page de discussion
(un manque de référence n'est pas un argument ; une recherche réelle de référence doit avoir été effectuée, être formellement documentée).
Thomas Huber, né le 14 juillet 1955 à Zurich, est un artiste suisse.

## Biographie

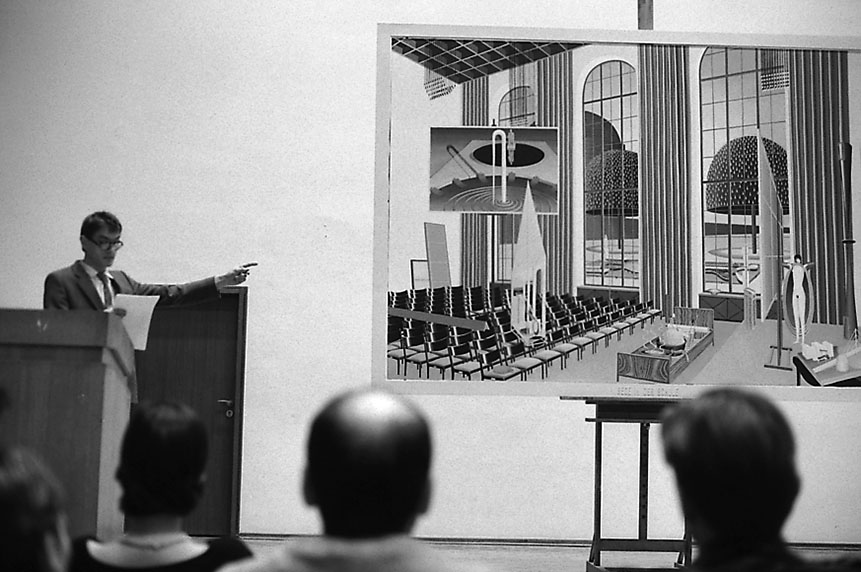
Thomas Huber, discours devant le tableau Rede in der Schule, 1983.

Né en 1955 à Zurich, en Suisse, issu d’une famille de la haute bourgeoisie protestante de la ville, Thomas Huber est l’aîné de trois enfants. Son père et sa mère, architectes influents, étaient en contact avec de nombreux intellectuels et artistes. De 1977 à 1978, Thomas Huber étudie à la Kunstgewerbeschule de Bâle auprès de Franz Fedier, puis à la Royal College of Art à Londres en 1979, et à l’académie des beaux-arts de Düsseldorf de 1980 à 1983 (diplôme auprès de Fritz Schwegler). 
En 1984, à Düsseldorf, invité par Kasper König, il participe notamment à Von hier aus, exposition collective devenue mythique, ce qui lui offrira le début d’une reconnaissance internationale. Dès lors, il expose dans les plus grandes institutions et musées internationaux : Centre Pompidou à Paris (1988), Kunsthaus Zürich (1993), Fondation Miró à Barcelone (2002), Musée Boijmans Van Beuningen à Rotterdam (2004) et Aargauer Kunsthaus (2004), Mamco à Genève (2012), Kunstmuseum de Bonn (2016), Mona à Hobart (2017). 
De 1992 à 1999, il est professeur à la Hochschule für Bildende Künste de Braunschweig. En 1992, il assure la direction temporaire du Centraal Museum d’Utrecht ; en 2001, sur invitation du directeur Jean-Hubert Martin, il propose en collaboration avec Bogomir Ecker la nouvelle présentation des collections permanentes du musée Kunstpalast de Düsseldorf. De 2000 à 2002, il est président de la ligue des artistes allemands (Deutscher Künstlerbund). Il reçoit de nombreuses distinctions, parmi lesquelles le Prix Meret Oppenheim en 2013, le Prix de la société des arts zurichoise, et le Preis für Junge Schweizer Kunst der Zürcher Kunstgesellschaft (en 1993).
Après ses études, Thomas Huber est resté en Allemagne, d'abord à Düsseldorf, puis à Berlin. Depuis les vastes plaines du nord-est de l’Allemagne, il a souhaité retrouver les paysages plus contrastés de sa jeunesse, en partie passée au Tessin, Aujourd’hui, il partage son temps entre Berlin et les rives italiennes du lac Majeur. Dans ce nouvel environnement, fasciné par la vue sur le lac et les montagnes, il a développé une sorte de journal intime, observant et peignant les innombrables variations du paysage.

## Œuvre

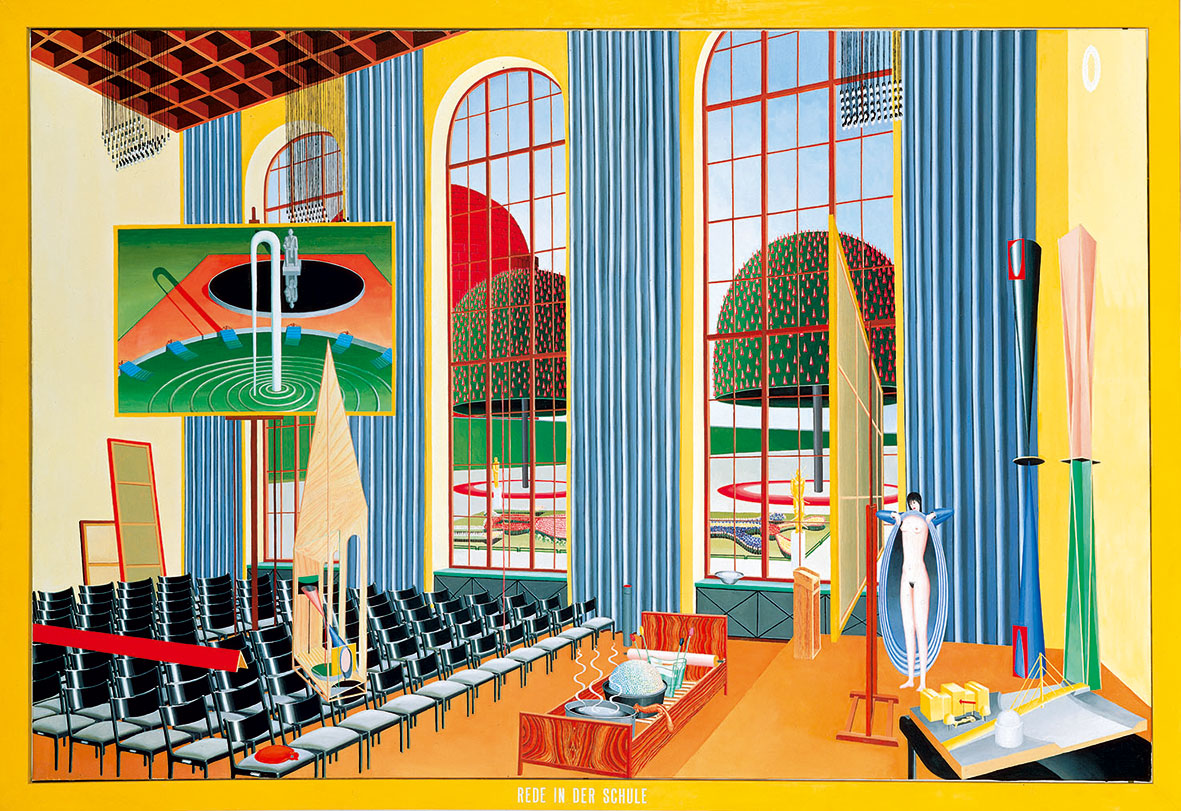
Rede in der Schule, 1983, huile sur toile, 220 x 320 cm, coll. part., en prêt au Hessisches Landesmuseum Darmstadt (TH-1983-B-01).

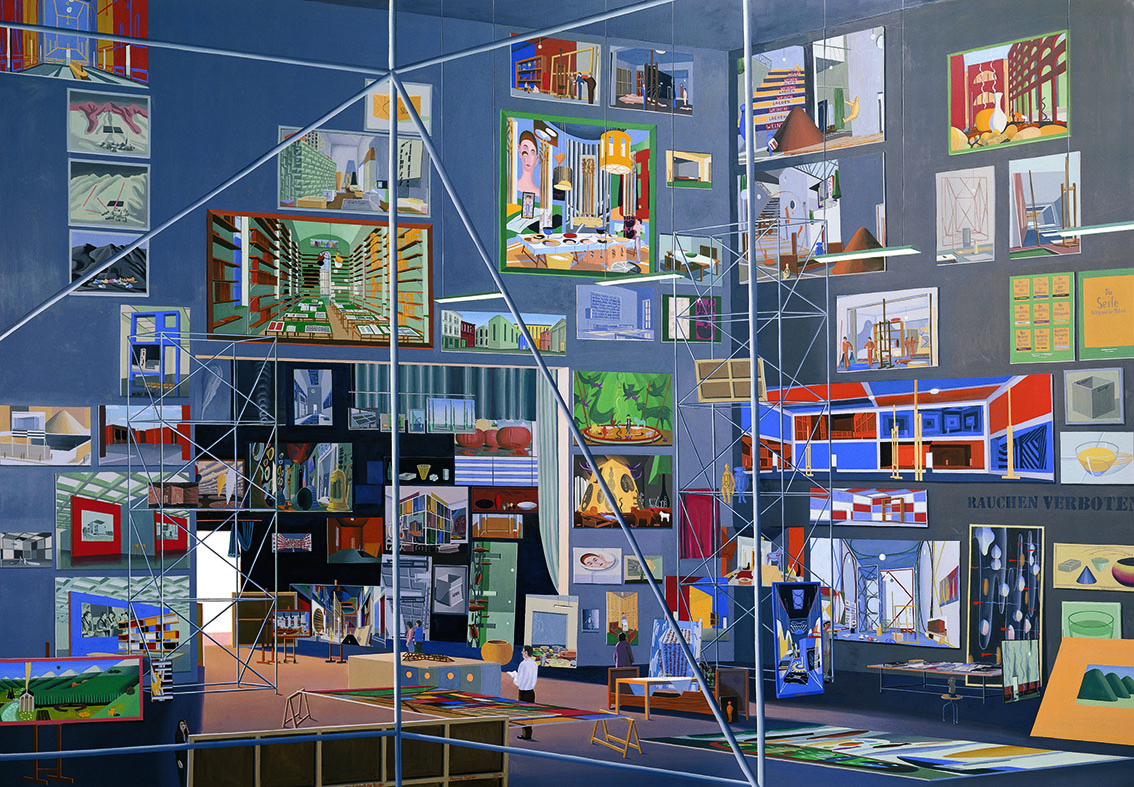
Das Kabinett der Bilder, 2004, huile sur toile, 250 x 360 cm, Aargauer Kunsthaus, Aarau (TH-2004-B-01).

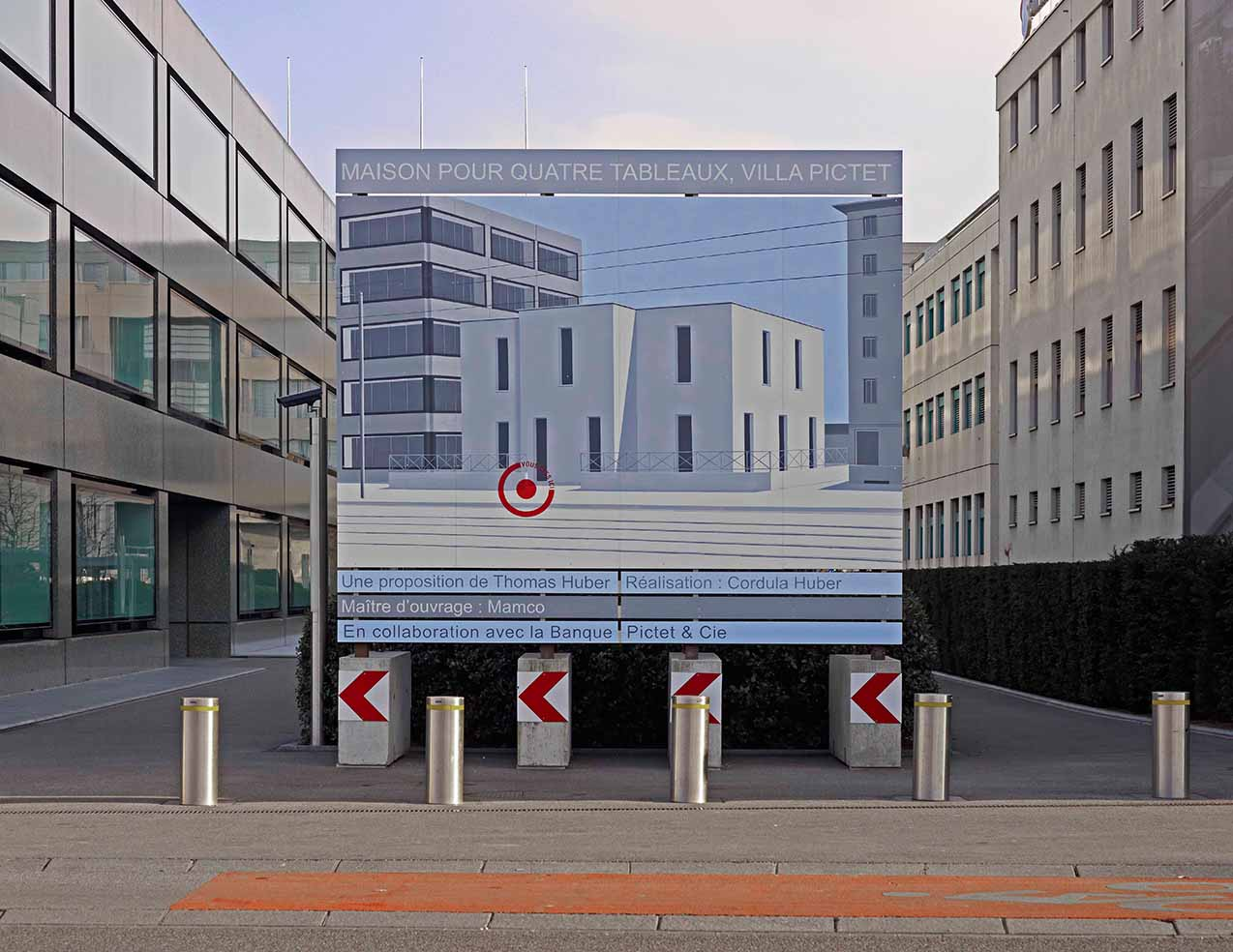
Maison pour quatre tableaux, Villa Pictet, 2012, panneaux de chantier: acrylique sur panneau de mousse agglomérée, en 12 parties, Mamco, Genève (TH-2012-BS-05).

Thomas Huber est un artiste qui met en relation images et textes et parle à ses tableaux. Son œuvre et sa conception d’image se traduisent dans les domaines de la peinture, de l’aquarelle, du dessin, de l’objet, de l’édition, de travaux dans l’espace public ou installations dans des bâtiments, des discours d’artiste et du livre d’artiste. Le tableau Rede in der Schule montre l’aula du bâtiment principal de l’académie d’art de Düsseldorf (de).
La peinture de Thomas Huber révèle un monde ironique et imaginaire. Son travail met en scène un processus complexe de symbolisation qui recourt à des techniques sophistiquées de représentation : mise en abîme systématique, coprésence de différentes temporalités ou d'éléments apparemment contradictoires, dans des espaces illusionnistes, entre architecture classique et utopique. Son travail questionne fondamentalement la possibilité de la représentation.
Ses peintures aspirent et excluent à la fois le spectateur. Le tableau marque le lieu de rencontre entre l'apparence propre du tableau et la profondeur cachée de l'image, la mise en abyme soulignant son énigme. Pour Thomas Huber, le tableau est aussi un lieu "social", le lieu de la rencontre avec le spectateur. Si l'artiste est bien le créateur de l'image, il en devient aussi le gardien. Face aux reflets catastrophiques renvoyés par le monde, l'artiste, dans son œuvre, n'aura de cesse d'en rendre compte mais aussi, illusoirement, de tenter de mettre de l'ordre dans le désordre et de tenter de réparer les dégâts visibles.
En se focalisant sur les questions de la lumière et de l'espace, Thomas Huber renoue également avec une tradition de la peinture de paysage, mais dans une grandeur singulière, avec un traitement résolument contemporain, au travers d’une vision particulière et d’une interprétation personnelle.  Cette série d'œuvres est un hommage à la beauté et à la simplicité des paysages, c'est une invitation à l'observation, à la méditation, à l'élévation de l'esprit et une forme d'humilité et de respect face à la majesté de la Nature. Une exposition monographique dédiée au Lac Majeur s'est tenu à Lugano, au MASI, en 2023-2024.

## Distinctions
- 1984 : Prix de la fondation Kiefer Hablitzel
- 1985 : Bourse du fonds Kunstfonds, Bonn
- 1987 : Rheinbrücke Kunstpreis (actuellement prix Manor), Bâle
- 1989-1990 : Distinction du cercle culturel du Bundesverband der Deutschen Industrie (BDI) (Association fédérale de l’industrie allemande), Berlin
- 1993 : Prix de la société des arts zurichoise, Junge Schweizer Kunst, Zürcher Kunstgesellschaft ; Prix d’art de la banque Stadtsparkasse Düsseldorf
- 1995 : Prix Niedersächsischer Kunstpreis, Hannovre
- 1999 : art multiple (actuellement prix Cologne Fine Art & Antiques), Cologne
- 2005 : Prix d’art de la Fondation Heitland, Celle
- 2013 : Prix Meret Oppenheim, Berne

## Expositions majeures
- Thomas Huber, Lago Maggiore, 2023-2024, MASI, Lugano
- Thomas Huber, À l'horizon, 2017, Musée des Beaux-Arts de Rennes
- Thomas Huber, extase, 2017, Centre Culturel Suisse, Paris
- Thomas Huber, Der Rote Fries, 2014, Festival international d’art de Toulouse, Espace EDF Le Bazacle, Toulouse
- Thomas Huber, Vous êtes ici. Thomas Huber est au Mamco, 2012, Mamco, musée d'art moderne et contemporain, Genève
- Thomas Huber, rauten traurig / la langueur des losanges, 2008-2009, MARTa Herford, Herford ; Carré d’art, Musée d’art contemporain, Nîmes ; Kunsthalle Tübingen, Tübingen
- Thomas Huber, Das Kabinett der Bilder/ Het Schilderkabinet, 2004-2005, rétrospective, Aargauer Kunsthaus, Aarau ; musée Boijmans Van Beuningen, Rotterdam ; Kaiser Wilhelm Museum und Haus Lange, Krefeld
- Thomas Huber, Huberville. Sonnez les matines, 2003, musée départemental d'art contemporain de Rochechouart
- Thomas Huber, Glockenläuten / Laat der kokken luiden / Sonnez les matines, 2000, palais des beaux-arts de Bruxelles ; Helmhaus Zürich, Zurich ; Städtische Galerie Wolfsburg, Wolfsburg
- Thomas Huber, Die Bank. Eine Wertvorstellung / Der Duft des Geldes, 1991-1993, Centraal Museum, Utrecht ; Kestnergesellschaft, Hannovre ; Museum für Moderne Kunst, Francfort-sur-le-Main ; Kunsthaus de Zurich
- Thomas Huber, Die Urgeschichte der Bilder / La Préhistoire des Tableaux, 1987-1988, Musée d'art contemporain de Bâle ; Neuer Berliner Kunstverein, Berlin ; Städtisches Bodensee-Museum, Friedrichshafen ; Westfälischer Kunstverein, Münster ; Städtische Galerie im leeren Beutel, Regensburg ; Les Musées de la Ville de Strasbourg
- Thomas Huber, Sept Lieux, 1988-1989, Centre Georges-Pompidou, Paris ; reconstruction de la première situation d’exposition de toutes les œuvres jusqu’alors réalisées
- Thomas Huber, Ein öffentliches Bad für Münster, 1987, dans le cadre de Skulptur Projekte Münster ´87, Münster ; place du dôme et Westfälisches Landesmuseum für Kunst und Kulturgeschichte
- Thomas Huber, Der Besuch im Atelier, 1984, dans le cadre de l’exposition von hier aus, Messegelände Halle 13, Düsseldorf

## Ensembles d’œuvres (sélection)
Der Rote Fries (2013-2014), Vous êtes ici (2012), rauten traurig (2005-2007), Das Kabinett der Bilder (2004), Theoretische Bilder I und II (2001-2003 ; 2010-2011), Glockenläuten (1999-2000), Die Bank (1991-1993), Die Bibliothek (1988), Das Bilderlager/Opus (1988), Das Hochzeitsfest (1985-1986), Der Besuch im Atelier (1984), Rede in der Schule (1983), Rede zur Schöpfung (1982), Rede über die Sintflut (1982).

## Livres d’artiste (sélection)
- Thomas Huber, Lago Maggiore, MASI Lugano et galerie Skopia Genève, 2023
- Thomas Huber, L’Enseigne / Das Ladenschild / The Shopsign, galerie Skopia, Genève, 2014 [de, fr, en]
- Thomas Huber, Mesdames et Messieurs: Conférences 1982-2010, avec une introduction de Stefan Kunz, Mamco, Genève, 2012
- Thomas Huber, rauten traurig / la langueur des losanges / sad facets, MARTa Herford (dir. de la publication); Kunsthalle Tübingen; Musée d'Art Contemporain de Nîmes, Kerber Verlag, Bielefeld, 2008 [de, fr, en]
- Thomas Huber, Das Kabinett der Bilder, Aargauer Kunsthaus, Aarau ; Musée Boijmans Van Beuningen, Rotterdam; Kaiser Wilhelm Museum, Krefeld, Beat Wismer (dir. de la publication), textes d’Oskar Bätschmann et al., éditions Lars Müller, Baden, 2004
- Thomas Huber, Die Bibliothek in Aarau, Aargauer Kunsthaus, Aarau (dir. de la publication), éditions Lars Müller, Baden, 2003
- Thomas Huber, Glockenläuten / Sonnez les matines / The Peal of the Bells, Palais des Beaux-Arts, Bruxelles; Helmhaus, Zurich; Städtische Galerie Wolfsburg (dir. de la publication), 2000
- Thomas Huber, Schauplatz, Kunstverein Düsseldorf ; Stadthaus Ulm, Raimund Stecker (dir. de la publication), Richter Verlag, Düsseldorf, 1998
- Thomas Huber, Das Studio, Stadtsparkasse Düsseldorf, Häusser Verlag, Darmstadt, 1993
- Thomas Huber, Das Bild. Texte 1980-1992, Carl Haenlein (dir. de la publication), Kestnergesellschaft, Hannovre, 1992
- Thomas Huber, Der Duft des Geldes. Die Bank. Eine Wertvorstellung, Centraal Museum Utrecht (dir. de la publication) ; Kestner-Gestellschaft, Hannover ; Kunsthaus Zurich, conception : Thomas Huber, Ellen de Bruijne, Let Geerling, Häusser Verlag, Darmstadt, 1992
- Thomas Huber, Die Urgeschichte der Bilder / La préhistoire des tableaux, Museum für Gegenwartskunst, Bâle (dir. de la publication) ; Les Musées de la Ville de Strasbourg, textes de Jörg Zutter et de Thomas Huber, Bâle, 1987
- Thomas Huber, Rede in der Schule, Vista Point, Cologne, 1986 (avec 24 illustrations et 20 diapositives)

## Œuvres conservées dans des collections (sélection)
Centre Pompidou, Paris ; Aargauer Kunsthaus, Aarau ; Hessisches Landesmuseum, Darmstadt ; Mamco, musée d'art moderne et contemporain, Genève ; Musée cantonal des Beaux-Arts, Lausanne ; Centraal Museum Utrecht, Utrecht ; Museum Wiesbaden, Wiesbaden ; Banque cantonale zurichoise, Zurich.

## Installations pérennes (sélection)
Inselspital, Berne ; Sparkasse Essen, Essen ; Banque Pictet, Genève ; Arp Museum Bahnhof Rolandseck, Remagen ; Banque cantonale zurichoise, Zurich.